# Rockway Institute
 (mai 2022).
Le Rockway Institute est un centre de recherche et de politique publique LGBT basé à la California School of Professional Psychology de l'Alliant International University de San Francisco, en Californie. Fondé en 2007, il porte le nom du psychologue clinicien bisexuel Alan Rockway, qui a participé activement au mouvement de défense des droits des LGBT en Floride dans les années 1970,.
Le fondateur et premier directeur exécutif du groupe, Robert-Jay Green, a décrit son organisation initiale comme un groupe de 10 membres du corps enseignant et de 20 boursiers spécialisés dans la recherche LGBT. Il a déclaré que la recherche professionnelle avait déjà joué un rôle clé dans la promotion des droits des LGBT, citant les premières études qui ont conduit à la décision de l'American Psychiatric Association de retirer l'homosexualité de son système de classification des maladies mentales en 1973. Il a déclaré que « toutes les affaires judiciaires et les audiences législatives en cours concernant le mariage homosexuel, les droits parentaux LGBT, le harcèlement des jeunes LGBT dans les écoles et la discrimination au travail contre les employés LGBT utilisent très largement les résultats de la recherche en sciences sociales et en santé mentale ». Dès 2015, l'Institut décrivait sa mission en ces termes :
Robert-Jay Green a également souligné l'importance d'éduquer les journalistes afin de contrer les porte-parole anti-gay comme James Dobson de Focus on the Family qui « rejettent fréquemment et catégoriquement toutes les recherches existantes de bonne réputation sur les questions LGBT » et de contrer le travail de chercheurs discrédités. Un porte-parole de Focus on the Family a rétorqué que « nous avons examiné ce que les militants homosexuels ont mis en avant et avons trouvé qu'il manquait. Il ne répond pas aux normes fondamentales des sciences sociales. Cela témoigne du désespoir des militants homosexuels de donner de la crédibilité à leurs objectifs politiques. »